# McCandless (Pennsylvania)
McCandless  è una township degli Stati Uniti d'America, nella contea di Allegheny nello Stato della Pennsylvania. Secondo il censimento del 2000 la popolazione è di 29.022 abitanti.

## Società

### Evoluzione demografica
La composizione etnica vede una prevalenza della razza bianca (94,58%) seguita da quella afroamericana (1,29%), dati del 2000.
| township di McCandless Popolazione |        |
| 2000                               | 29.022 |
| Stima al 01-07-07                  | 27.399 |